# Орден Республики (Турция)
Орден Республики — вторая по значению государственная награда Республики Турция за гражданские заслуги. Присваивается президентом Турции по согласованию с Советом министров главам иностранных правительств, министрам и членам дипломатических миссий в знак признания их вклада в сближение народов, повышение дружественных отношений между странами и Республикой Турция.

## История
Орден был учреждён 7 августа 1988 года.
В 2013 году была проведена орденская реформа, изменившая внешний вид ордена.

## Описание знака

### 1983—2013
Знак ордена — двадцатичетырёхконечная звезда, лучи которой разновеликие в виде «ласточкина хвоста», покрыты белой эмалью с золотой каймой, при этом самые короткие шесть лучиков венчает пятиконечная звёздочка. На звезду наложена аналогичная звезда меньшего размера с лучами, покрытыми синей эмалью. В центре круглый медальон красной эмали с каймой зелёной и белой эмалей. В медальоне покрытые белой эмалью полумесяц рогами вверх и пятиконечная звезда над ним. Вокруг медальона венок из двух лавровых ветвей зелёной эмали.
Знак при помощи переходного звена в виде двух лавровых ветвей белой эмали с золотой каймой, между которыми положен щит красной эмали с аббревиатурой «ТС», крепится к орденской шейной ленте красного цвета с белыми полосками, отстающими от края.
Инсигнии ордена включают его символы, в том числе орденскую планку — золотую планку с орнаментальной каймой, покрытой белой эмалью с золотым растительным орнаментом и миниатюрным знаком ордена в центре.

### 2013—н/в
Знак ордена — шестиконечная золотая звезда, лучи которой образуются из разновеликих лепестков, группой по пять, покрытых чередуясь эмалью: три коротких — белой, два длинных — красной. На звезду наложена двадцатичетырёхконечная звезда, лучи которой разновеликие в виде «ласточкина хвоста» с золотой каймой покрыты чередуясь эмалью белого и красного цвета. В центре звезды круглый медальон красной эмали с изображениями белой эмали полумесяцем рогами вправо и пятиконечной звездой.
С обратной стороны знак имеет заколку для крепления к одежде.
Инсигнии ордена включают его символы, в том числе миниатюру знака.